# 阿羅黑德鎮區 (明尼蘇達州聖路易斯縣)
阿羅黑德鎮區（英語：Arrowhead Township）是位於美國明尼蘇達州聖路易斯縣的一個行政鎮區。

## 地方資料
阿羅黑德鎮區的面積為185.58平方千米，當中陸地面積為183.65平方千米，而水域面積為1.92平方千米。根據2020年美國人口普查的數據，當地共有人口298人，而人口密度為每平方千米1.61人。